# Adam Kryński

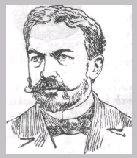
Adam Kryński

Adam Antoni Kryński (* 19. Mai 1844 in Łuków; † 10. Dezember 1932 in Warschau) war ein polnischer Philologe, Linguist und Lexikograf. Er vertrat sprachpuristische Ansichten und stellte sich um 1890 gegen die Orthographiebestimmungen der Akademia Umiejętności und später gegen die Empfehlungen der Polska Akademia Umiejętności. Da im russisch besetzten Teil Polens an seinen Empfehlungen festgehalten wurde, kam es nicht zu einer einheitlichen Rechtschreibung in den drei besetzten Gebieten Polens. Er war einer der Redakteure des von Jan Karłowicz begründeten Wörterbuchs der polnischen Sprache (Słownik języka polskiego, 8 Bände, 1900–1927). Zudem war er Professor an der Universität Lemberg und Universität Warschau.

## Leben
Adam Kryński kam am 19. Mai in Łuków als Sohn von Wawrzyniec Kryński, einem Gerichtsbeamten in Siedlce, zur Welt. Dort begann er seine Schulbildung, wechselte jedoch nach der 5. Klasse an ein Realgymnasium in Warschau, das er von 1858 bis 1862 besuchte. Nach dem anschließenden Vorbereitungskurs an der Warschauer Hauptschule studierte er dort zunächst an der Mathematisch-Physikalischen Abteilung, wechselte aber 1866 an die Philologische Abteilung. Nach dem Abschluss seiner dortigen Studien ging er nach Leipzig, wo er sich bei August Leskien in Slawistik und bei Georg Curtius in Klassischer Philologie spezialisierte. 1870 promovierte er mit einer Schrift über die Nasallaute in den slawischen Sprachen.
Nach seiner Promotion erhielt er keine Anstellung an der Universität, sodass er in den folgenden Jahren hauptsächlich an Warschauer Mittelschulen Latein und Altgriechisch sowie Französisch und gelegentlich Polnisch unterrichtete. Daneben veröffentlichte er aber fach- und populärwissenschaftliche Artikel (u. a. in „Kurier Warszawski“ und „Słowo Polskie“) und begründete zusammen mit Jan Karłowicz die erste polnische linguistische Zeitschrift „Prace Filologiczne“, für die er sprachwissenschaftliche und biografische Artikel sowie Rezensionen und Notizen verfasste. Ab 1890 war er zudem auch als Redakteur von sprachwissenschaftlichen Artikeln für die Wielka Encyklopedia Powszechna Ilustrowana tätig. 1889 wurde er einer der Redakteure des von Jan Karłowicz begründeten Wörterbuchs der polnischen Sprache.
Nach seiner Pensionierung 1906 widmete er sich wieder verstärkt der Forschung und bemühte sich um eine Erlaubnis für die Gründung einer Gesellschaft für Wissenschaft in Warschau, die 1907 entstand und in deren Verwaltung er tätig war.
1908 wurde er an die Universität Lemberg eingeladen, um dort den Lehrstuhl für slawische Sprachen zu übernehmen, der seit dem Tod von Antoni Kalina unbesetzt war. Zudem trat er in die Redaktion der Zeitung „Lud“ ein. 1909 wurde er in die Verwaltung der Ethnologischen Gesellschaft in Lemberg gewählt, deren Präsident er von 1910 bis 1914 war.
1915 redigierte Kryński die Zeitschrift „Wisła“ und trat zudem in die Organisationskommission der Universität Warschau und übernahm im Herbst dieses Jahres den Lehrstuhl für polnische Sprache und wurde zugleich zum Dekan der Philologischen Abteilung. 1919 emeritierte er zum zweiten Mal, indem er den Lehrstuhl an Stanisław Szober übergab, jedoch weiterhin eine Ehrenprofessur innehatte.
Kryński starb am 10. Dezember 1932, nachdem er von einer Straßenbahn angefahren worden war.

## Veröffentlichungen (Auswahl)
Monographien
- О носовыхъ звукахъ въ славянскихъ языкахъ, Warschau 1870
- Kwestia językowa. O bezzadnym odróżnianiu rodzaju nijakiego od mięskiego w deklinacji przymiotników, 1872
- Gramatyka języka polskiego, 1877 (in 6 Auflagen bis 1917)
- O języku Wojciecha Oczki na podstawie jego dzieł: „Przymiot“ i „Cieplice“, 1881
- O pisowni polskiej, 1882
- Gwara zakopańska, 1884
- O aoryście w języku polskim, 1888
- Pisownia polska, prawidła i ich uzasadnienie, 1897
- Zabytki języka staropolskiego z w. XIV, XV i pocz. XVI, 1909–1918 (mehrere Hefte in Zusammenarbeit mit Mirosław Kryński)
- Prawidła pisowni polskiej, 1910
- Szkic językoznawstwa polskiego od początku w. XIX-ego, 1911
- Jak nie należy mówić i pisać po polsku, Warschau 1920; 2. Auflage 1931

Herausgeberschaft
- Psałterz Dawidów przkładania Jana Kochanowskiego, przedruk..., z objaśnieniami, 1883
- Powieść o papieżu Urbanie, 1885
- Stanisława Skrodzkiego Porządek prawa bartnego dla starostwa łomżyńskiego, 1887
- Żywot św. Eufraksji, 1891